# Jeż zachodni
Jeż zachodni, jeż europejski (Erinaceus europaeus) – gatunek ssaka łożyskowego z rodziny jeżowatych (Erinaceidae). Występuje w klimacie umiarkowanym na terenie od zachodniej Europy po zachodnią Polskę, Skandynawię i północno-zachodni obszar europejskiej części Rosji. Rzadko spotykany na północ od 60°N. Został introdukowany w Nowej Zelandii.

## Wygląd
- długość głowy i tułowia – do 35 cm
- długość ogona – 4–5 cm
- masa ciała – 400–1900 g.

Charakterystyczna dla jeża jest okrywa z kolców, powstałych z przekształconych włosów. Kolce są prążkowane przemiennie biało i czarno. U młodych zaraz po urodzeniu są miękkie, mają biały kolor i ukryte są pod skórą. Wraz z wiekiem twardnieją i stają się ciemniejsze. Jeże występujące w Europie Zachodniej mają stronę brzuszną pokrytą brązowymi włosami, jeże z Europy Wschodniej – białymi. Silny podskórny mięsień okrężny umożliwia zwijanie się w kulę i pionowe ustawienie kolców, co w znacznym stopniu zabezpiecza jeże przed naturalnymi wrogami. Wydłużony pysk jest zaopatrzony w ostre zęby, za pomocą których jeż radzi sobie nie tylko z dżdżownicami, ale również zagryza węże. Oczy małe i wypukłe, część twarzowa w kształcie stożka zakończona jest zawsze wilgotnym nosem stanowiącym narząd dotyku.

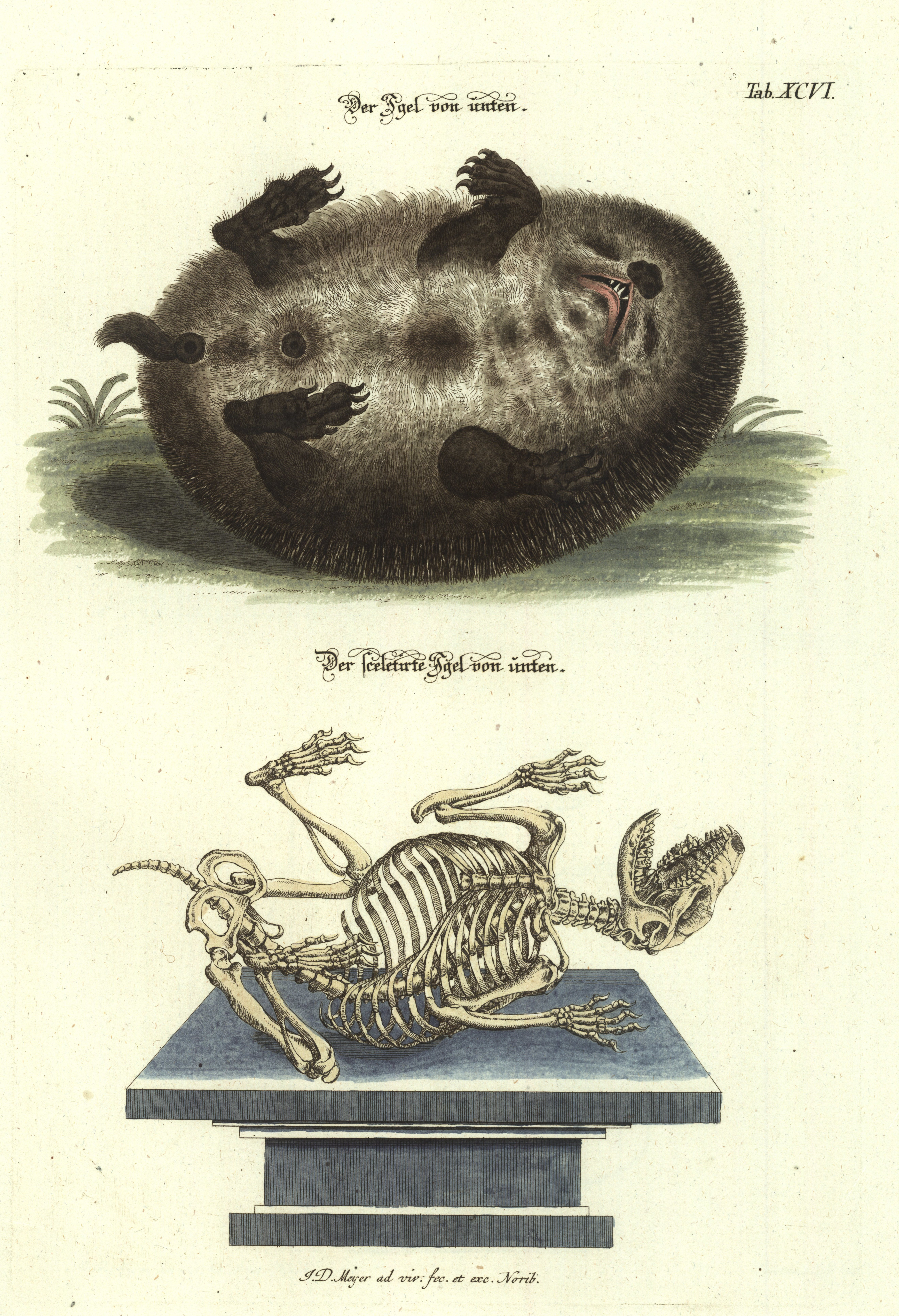
Jeż zachodni, miedzioryt kolorowany (Johann Daniel Meyer, 1748)

## Środowisko
Jeż europejski zamieszkuje widne lasy z bogatym podszyciem, zarośla, obrzeża obszarów zabudowanych, także parki miejskie i ogrody. Wiele jeży ginie na drogach, gdyż chętnie przebywają one na obrzeżach wsi i małych miasteczek, gdzie znajdują pożywienie, a także wykorzystują pryzmy kompostowe i inne kryjówki do przezimowania. W odróżnieniu od innych, mniejszych gatunków jeży występujących w cieplejszych klimatach, jeż europejski może hibernować podczas zimy.

## Tryb życia
Jeż prowadzi nocny tryb życia. Zaniepokojony zwija się w kulkę, broniąc się przed drapieżnikami dzięki kolcom; podczas próby dotknięcia, jeż zaczyna się trząść – ma to na celu ugodzenie kolcami drapieżnika.
Jeże są aktywne w czasie sezonu wegetacyjnego, zapadając w niekorzystnej dla nich porze roku w sen zimowy. Przygotowują się do niego, gdy temperatura otoczenia spada w przeciągu kilku dni poniżej 10 °C. Większość procesów fizjologicznych w ich organizmie ulega spowolnieniu. Ciepłota ciała dość długo obniża się, aż osiągnie ok. 5–6 °C. Jest ona regulowana o tyle, że przy znacznych spadkach temperatury zewnętrznej wzmagają się odpowiednie procesy przemiany materii, utrzymując ją na stałym poziomie. „Automatyczny regulator temperatury” wyrównuje straty ciepła i nie dopuszcza, by ciepłota ciała spadła poniżej punktu zamarzania tkanek, co spowodowałoby śmierć zwierzęcia. W odpowiednio wybranej i dobrze osłoniętej kryjówce zimowej jeże nie mają z tym większych problemów. Śpią w gnieździe przygotowanym w liściastej ściółce, zwinięte w ciasną, regularną kulę, którą z trudem można otworzyć. Na kryjówkę wybierają najczęściej stertę liści lub pryzmę kompostu.
Budzą się na wiosnę, gdy temperatura otoczenia podniesie się do ok. 15 °C. Niekiedy nagły wzrost temperatury zimą myli je i wyrywa ze snu. Może to być bardzo szkodliwe, gdyż tracą wtedy zasoby energetyczne, które mogą się okazać niezbędne dla przetrwania przedłużającego się okresu zimowego.
Wraz ze wzrostem temperatury w marcu lub kwietniu serce zaczyna bić żywiej. Wzrasta liczba oddechów i wkrótce zwierzę osiąga zwykłą ciepłotę ciała wynoszącą 35 do 37 °C. Wykorzystywana jest do tego pozostała część tkanki tłuszczowej, odłożonej w okresie poprzedzającym zimowanie. Po przebudzeniu jeż bardzo intensywnie żeruje i dużo pije, starając się wyrównać spowodowane wielomiesięcznym postem ubytki masy ciała. Wędruje pokonując wiele kilometrów w poszukiwaniu miejsc obfitujących w pokarm.
Terytorializm jest u jeży rozwinięty w bardzo nieznacznym stopniu, chociaż wcześniej sądzono, że zasiedlają ściśle określone terytoria. Zamieszkuje wprawdzie pewien obszar, ale nie traktuje na nim innych przedstawicieli swego własnego gatunku jak intruzów. Nie wchodzi z sąsiadami w zwadę o pokarm, a jedynie o gotową do rozrodu samicę. Walka polega na przepychaniu się i rodzaju uderzeń bokserskich, a ma na celu wypędzenie przybysza. Poza tym obszary zasiedlane przez poszczególne osobniki często mogą się wzajemnie przenikać i nie dochodzi do wyznaczania osobnych terytoriów.
Wiosną i latem jeże zachowują „linię”, jednak późną jesienią bardzo intensywnie żerują. Ogromna ilość pobieranego pokarmu ma na celu nie tylko pokrycie bieżących potrzeb energetycznych, ale przede wszystkim zgromadzenie podskórnych zapasów tłuszczu. Masa ciała wzrasta szybko, podwajając się w ciągu 3 tygodni. Dorosły jeż waży przeciętnie ok. 1 kg, ale jego masa ze zgromadzonym jesienią tłuszczem dochodzi do 1,9 kg. W ciągu jednej nocy zjada do 150 g mięsa i wypija ok. 50 g wody. Pod koniec września lub w październiku taki dobrze odżywiony jeż szuka już zimowej kryjówki. Żyją około 7 lat, w niewoli maksymalnie 10 lat.

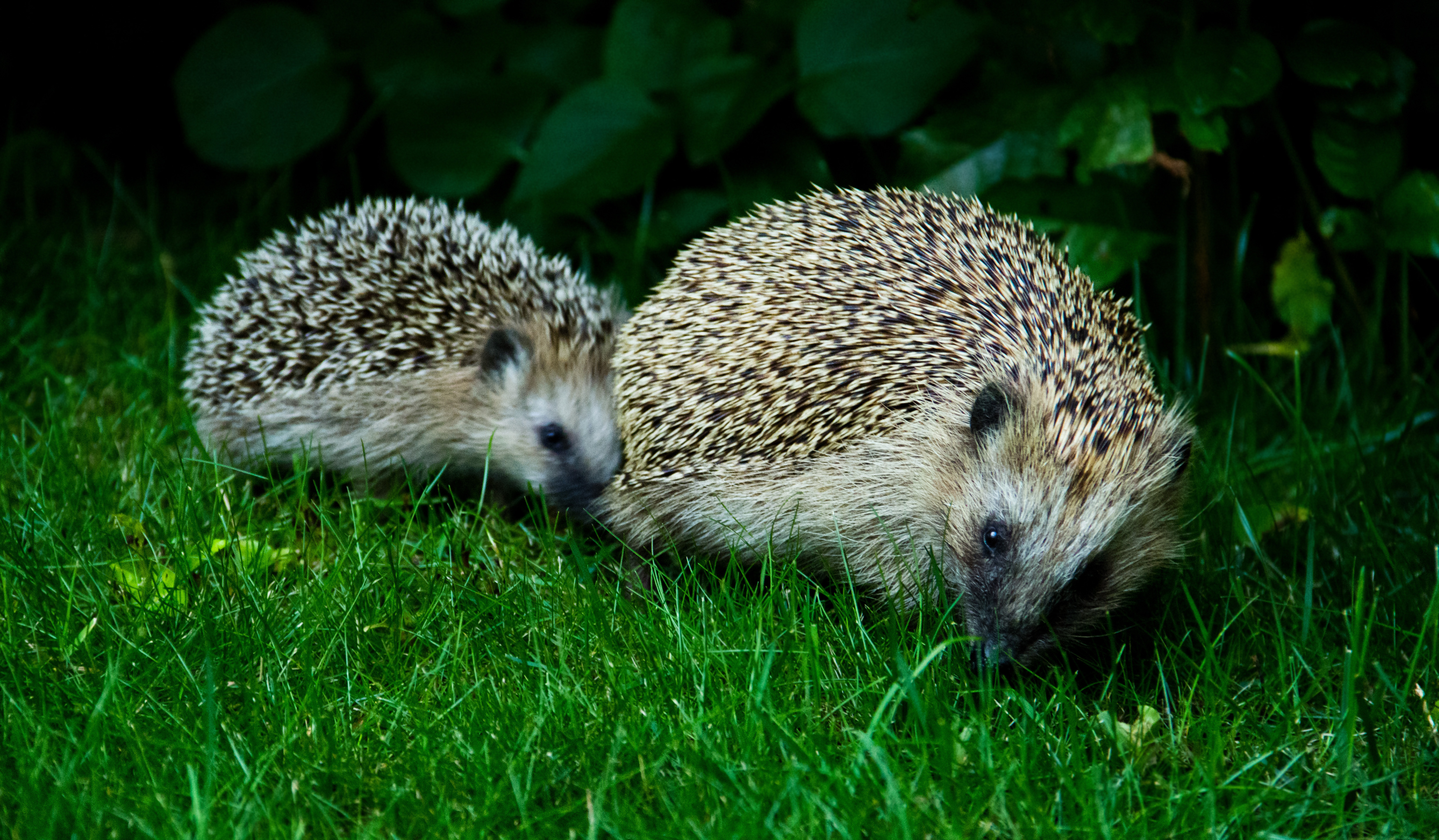
samica z młodym

## Pożywienie
Na pokarm jeży składają się głównie ślimaki, dżdżownice/pierścienice, szarańczaki, jaszczurki, węże, chrząszcze i inne owady, niekiedy żaby, małe gryzonie, jaja i pisklęta ptaków, a czasami padlina i owoce opadłe z drzew. Jednak głównym składnikiem pokarmu z uwagi na masowe występowanie i łatwość zdobycia są dżdżownice.

## Ochrona
Jeż europejski w Polsce od 2014 roku podlega częściowej ochronie gatunkowej. W latach 1984–2014 objęty był ochroną ścisłą, a w latach 1952–1984 ochroną ścisłą poza bażantarniami.